# رامون عزيز
رامون عزيز (بالإنجليزية: Ramon Azeez)‏ (مواليد 12 ديسمبر 1992) هو لاعب كرة قدم. يلعب مع منتخب نيجيريا لكرة القدم. سبق له أن لعب في كأس العالم لكرة القدم مع منتخب بلاده.

## روابط خارجية
- رامون عزيز على موقع الاتحاد الدولي (مؤرشف)  (الإنجليزية)
- رامون عزيز على موقع قاعدة بيانات كرة القدم.إي يو (الإنجليزية)
- رامون عزيز على موقع ناشيونال فوتبول تيمز (الإنجليزية)
- رامون عزيز على موقع Soccerbase.com (لاعب) (الإنجليزية)
- رامون عزيز على موقع Soccerway.com (الإنجليزية)
- رامون عزيز على موقع كووورة
- رامون عزيز على موقع AS.com (الإسبانية)